# Vittorio Musy Glori
Vittorio Musy Glori (* 1919 in Rom; † nach 1971) war ein italienischer Aufnahmeleiter, Schauspieler und Filmregisseur.
Musy Glori wirkte ab 1941 nach einer Ausbildung zum Inspektor als Aufnahmeleiter zahlreicher Filme; in dieser und ähnlichen Funktionen wie Organisationsleiter war er dreißig Jahre beschäftigt, in denen er – vor allem in den 1950er Jahren – zahlreiche Kassenerfolge, zumeist Melodramen, mit verantwortete. In etlichen dieser Werke (wie z. B. in einer seiner bedeutendsten Mitarbeiten, Luchino Viscontis Bellissima) ließ er sich auch als Darsteller kleinerer Rollen verpflichten. Seine einzige Regiearbeit legte er 1967 vor; in der Komödie Operazione richezza spielte u. a. Nino Taranto. Der Film kam in nur wenigen Kopien in die Kinos. Nach 1971 war Musy Glori nicht mehr für die Branche tätig.

## Filmografie (Auswahl)
Regisseur, Drehbuch, Produktionsleiter
- 1967: Operazione richezza

Produktion
- 1965: Stirb aufrecht, Gringo! (La colt è la mia legge)

Darsteller
- 1951: Bellissima